# New Haven (Virginia Occidental)
New Haven es un pueblo ubicado en el condado de Mason en el estado estadounidense de Virginia Occidental. 

## Geografía
New Haven se encuentra ubicado en las coordenadas 38°59′15″N 81°58′4″O / 38.98750, -81.96778. Según la Oficina del Censo de los Estados Unidos, New Haven tiene una superficie total de 3.37 km², de la cual 2.85 km² corresponden a tierra firme y (15.44%) 0.52 km² es agua.

## Demografía
Según el censo de 2010,había 1560 personas residiendo en New Haven. La densidad de población era de 462,61 hab./km². De los 1560 habitantes, New Haven estaba compuesto por el 97.95% blancos, el 0.45% eran afroamericanos, el 0.26% eran amerindios, el 0.06% eran asiáticos, el 0.38% eran de otras razas y el 0.9% pertenecían a dos o más razas. Del total de la población el 0.71% eran hispanos o latinos de cualquier raza.
Para el censo de 2020, contaba con 1476 residentes, de los cuales 1424 eran blancos, 5 amerindios, 3 asiáticos, 12 afroamericanos, 12 hispanos o latinos, 2 de otra raza y 30 de dos razas o más.